# Sayonara Zetsubō Sensei
Sayonara Zetsubō Sensei (jap. さよなら絶望先生, dt. „Leben Sie wohl, Herr Lehrer Verzweiflung“) ist ein Manga des japanischen Zeichners Kōji Kumeta. Im Jahr 2007 erhielt der Manga den 31. Kōdansha-Manga-Preis in der Kategorie Shōnen.
Basierend auf dem Manga entstanden die Anime-Fernsehserie Sayonara Zetsubō Sensei und deren Fortsetzungen (Zoku) Sayonara Zetsubō Sensei und (Zan) Sayonara Zetsubō Sensei.
Die Handlung der Komödie konzentriert sich auf den Lehrer Nozomu Itoshiki, der jedes Detail des Lebens im negativsten Sinne interpretiert und mit den Schülern seiner neuen Klasse und deren Problemen konfrontiert wird. Dabei wird in satirischer Art Politik, Medien und die Gesellschaft Japans aufs Korn genommen.

## Handlung
Zu Beginn der Serie versucht der Lehrer Nozomu Itoshiki, sich an einem Kirschbaum zu erhängen. Trotz seiner sorgfältigen Planung wird er von der zufällig vorbeikommenden Kafuka Fuura, einer extrem optimistischen Schülerin, gerettet, die ihn dabei allerdings fast erwürgt. Als erste Reaktion auf die Rettung beschwert sich Nozomu darüber, dass er durch die Rettungsaktion möglicherweise gestorben wäre.
Völlig unbeeindruckt erklärt ihm Kafuka, dass sich an einem solch schönen Tag niemand an so schön blühenden Bäumen erhängen könne und verpasst ihm gleichzeitig den Spitznamen Momoiro Kakarichō (桃色係長, dt. „pinkfarbener Bürovorsteher“). Da Nozomu darin gleich wieder einen Missbrauch von Namen gegen Bezahlung sieht, schlägt sie vor, ihm fünfzig Yen zu zahlen, damit sie ihn so nennen darf. Als Nozomu nun genug von ihr gehört hat, insbesondere dass er nur versucht habe, sich größer zu machen, wie es auch ihr Vater schon einmal getan habe, flüchtet er vor ihr und beginnt mit dem Unterricht seiner neuen Klasse. Dort muss er feststellen, dass Kafuka auch eine Schülerin seiner Klasse ist. Prompt wird er von ihr als Momoiro Kakarichō angesprochen, was ihn zur Verzweiflung treibt. Kafuka ist jedoch nur die Spitze des Eisberges. Denn auch die anderen Schülerinnen und Schüler seiner neuen Klasse besitzen extreme Persönlichkeiten oder haben besondere Probleme, die den selbstmordgefährdeten Lehrer vor mehr Problemen stellen, als er selbst schon hat.
Mit fortlaufender Handlung wird immer wieder auf die Gesichtspunkte des Lebens, die japanische Kultur oder auf typische Redewendungen der japanischen Sprache eingegangen. Dabei werden häufig die extremen Eigenheiten der Schüler genutzt, um unmögliche Situationen aufzubauen, aber auch sonst kommt es zu extremen Situationen, die spontan vorgegeben werden. So fordert Nozomu seine Schüler in einer Folge dazu auf, über alle möglichen Dinge nachzudenken, die sie nie in ihrem Leben erreichen werden, anstatt wie von der Schule geplant, die Wünsche für die Zukunft festzuhalten.
Die Serie scheint zudem in einer Art alternativen Gegenwart zu spielen, da Jahreszahlen auf Kalendern oder Zeitungen innerhalb der Kapitel grundsätzlich als Shōwa angegeben werden (beispielsweise trugen sie 2009 die Aufschrift Shōwa 84 statt Heisei 21) und sich Adressen zumeist in Koishikawa-ku, Tōkyō-fu befinden (Tokio ist seit 1947 anders gegliedert und die Adresse wäre heute Bunkyō-ku, Tōkyō-to).

## Charaktere

### Familie Itoshiki
Nozomu Itoshiki (糸色 望, Itoshiki Nozomu)
Itoshiki ist der jüngste Sohn der Familie Itoshiki und Hauptcharakter der Serie. Er ist Klassenlehrer der 2-F (２ーへ, 2-He) an einer namenlosen Oberschule in Koishikawa und trägt für gewöhnlich Hakama und Kimono. Nozomu ist den meisten Dingen gegenüber extrem negativ eingestellt und verzweifelt in fast jedem Kapitel über irgendeine eigentlich banale Begebenheit. Auch unternimmt er mehrmals Selbstmordversuche, diese scheinen aber niemals wirklich ernstgemeint zu sein. Der Großteil der Schülerinnen der Klasse 2-F ist – meist aufgrund eines Missverständnisses – in ihn verliebt.
Wird sein Name horizontal aufgeschrieben, ähnelt er dem Wort Zetsubō (絶望, dt. „Verzweiflung“). Itoshiki geschrieben als 愛しき bedeutet zudem „geliebt“.
Rin Itoshiki (糸色　倫, Itoshiki Rin)
Rin ist Nozomus jüngere Schwester. Sie ist 17 Jahre alt und bereits Lehrerin für Ikebana. Ursprünglich wohnt sie zu Hause bei ihren Eltern, später zieht sie aber nach Tokio und wird Schülerin der Klasse 2-F. Sie unternimmt zum Teil große Anstrengungen, um ihren Bruder zu ärgern, macht sich häufig über ihn lustig und verrät unangenehme Dinge über ihn.
Ihr Name kann als Zetsurin(絶倫) gelesen werden, was „unvergleichlich“ bedeutet und häufig im Sinne von ‚unvergleichlich im Bett‘ gebraucht wird.
Mikoto Itoshiki (糸色　命, Itoshiki Mikoto)
Mikoto ist der drittälteste Sohn der Familie Itoshiki und arbeitet als Arzt. Seine Praxis wird nur selten aufgesucht, was auf seinen Namen zurückgeführt wird, der als Zetsumei (絶命, dt. „Sterben“) gelesen werden kann.
Kei Itoshiki (糸色　景, Itoshiki Kei)
Kei ist der zweitälteste Sohn der Familie Itoshiki und Maler mit eigenem Atelier. Er behauptet, verheiratet zu sein, in Wahrheit ist seine Frau aber ein Fleck an der Wand. Sein Name kann als Zekkei (絶景, dt. „malerische Landschaft“) gelesen werden.
Majiru Itoshiki (糸色 交, Itoshiki Majiru)
Majiru ist der Sohn von Enishi und damit Neffe von Nozomu. In Kapitel 28 des Mangas zieht er bei seinem Onkel Nozomu ein. Majiru ist fünf Jahre alt. Er wird häufig gemeinsam mit Kiri Komori gezeigt.
Tokita (時田)
Tokita ist der Butler der Familie Itoshiki. Er wird häufig gemeinsam mit Rin gezeigt und erledigt oft diverse Arbeiten für sie.

### Schüler der Klasse 2-F

#### Mädchen
Kafuka Fuura (風浦　可符香 Fuura Kafuka) ist ein extrem optimistisches Mädchen, das grundsätzlich alles in einem positiven Licht darstellt, egal wie negativ es auch sein mag. So behauptet sie zu Beginn der Serie, Nozomu habe sich nicht erhängen, sondern nur „größer machen“ wollen und bezeichnet Stalking als „tiefe Liebe“. Es wird an vielen Stellen angedeutet, dass sie psychopathische Tendenzen hat. So gibt sie sich beispielsweise als Studentin aus und bringt Nozomu vergiftetes Essen vorbei oder bleibt mit einem hämischen Grinsen im Hintergrund stehen, während sich mehrere andere Charaktere im Meer ertränken. Der Name Kafuka Fuura ist nur ein Künstlername und wahrscheinlich eine Anspielung auf Franz Kafka. Ihr echter Name ist unklar.
Chiri Kitsu (木津 千里 Kitsu Chiri) ist von Ordnung besessen. Dies geht so weit, dass nicht nur ihre Haare genau in der Mitte gescheitelt sind, sie auch zu genau fünfzig Prozent weinen kann, sondern ihre Vorstellung von Ordnung und Genauigkeit teilweise auch mit extremer, mörderischer Gewalt durchsetzt. Ihr Name ist eine Anspielung auf das japanische Wort kitchiri (きっちり „exakt“).
Abiru Kobushi (小節 あびる Kobushi Abiru) ist häufig fast am ganzen Körper bandagiert. Andere Charaktere vermuten, dass sie zu Hause geschlagen wird und auch ihr Name leitet sich von kobushi [o] abiru (拳を浴びる, „Fäusten ausgesetzt sein“) ab. Dies ist aber nicht der Fall, denn Abirus Verletzungen stammen schlichtweg daher, dass sie es liebt an den Schwänzen von Tieren zu ziehen und diese sich dann entsprechend wehren.
Kiri Komori (小森　霧 Komori Kiri) ist wie ihr Name anspielt eine Hikikomori, die aber von Nozomu und Kafuka aus ihrem Haus gejagt wird, woraufhin sie sich in der Schule zurückzieht. Nachdem Nozomus Haus abbrennt und er in den Aufsichtsraum der Schule zieht, zieht Kiri bei ihm ein und wohnt in seinem Wandschrank. Sie wird häufig zusammen mit Majiru gezeigt und geht meist Hausarbeiten nach.
Matoi Tsunetsuki (常月　まとい Tsunetsuki Matoi) ist eine Stalkerin. Seit dem Kapitel, in dem sie zum ersten Mal auftaucht, verliebt sie sich in Nozomu und stalkt ihn. Da sie ihre Kleidung grundsätzlich demjenigen anpasst, in den sie verliebt ist, trägt sie fast immer einen Kimono. Sie befindet sich grundsätzlich in nächster Nähe zu Nozomu und in einem Kapitel wird ihre Adresse sogar als „Hinter Nozomu Itoshiki“ (糸色望の後ろ Itoshiki Nozomu no ushiro) angegeben. Ihr Name ist eine Anspielung auf das Verb tsukimatou (付きまとう „jemandem folgen“).
Nami Hitō (日塔　奈美 Hitō Nami) ist ein gewöhnliches Mädchen, was sie aber, wenn sie darauf hingewiesen wird, stets heftig zurückweist. Sie isst gerne und viel, vor allem Ramen, was dazu führt, dass sie jedes Jahr in den Sommerferien viel zunimmt und oft Diät hält. Ihr Name stammt von dem Wort Hitonami (人並み, „durchschnittlich“).
Harumi Fujiyoshi (藤吉 晴美 Fujiyoshi Harumi) ist ein Fan von Manga, insbesondere von Yaoi. Sie zeichnet auch selbst Yaoi-Dōjinshi und streitet häufig mit anderen Mädchen darüber, welche Paarung besser ist. Ihr Nachname spielt auf das Wort Fujoshi (腐女子) an, das zur Bezeichnung weiblicher Otaku, insbesondere Yaoi-Fans, gebraucht wird.
Tarō Maria Sekiutsu (関内・マリア・太郎 Sekiutsu Maria Tarō) ist eine illegale Einwanderin, die zusammen mit mehreren anderen illegalen Einwanderern in ärmlichen Verhältnissen lebt. Sie stammt aus einem nicht näher benannten asiatischen Land und hat dem Schüler Tarō Sekiutsu seinen Schülerausweis abgekauft, weshalb sie an seiner statt und damit offiziell als Junge die Schule besucht. Tarō ist ein stereotypischer Jungenname.
Meru Otonashi(音無　芽留 Otonashi Meru) spricht nicht (wenn sie doch mal dazu gezwungen wird, äußert sich das nur in unkontrolliertem Geplapper in einer grausigen Sprache) und kommuniziert ausschließlich über Handy-E-Mails. Während sie äußerlich schüchtern wirkt, ist sie in ihren E-Mails fast ausschließlich beleidigend. Ihr Vorname spielt auf Mēru, die japanische Aussprache von Mail an und ihr Familienname Otonashi bedeutet wörtlich „ohne Ton“.
Kaere Kimura (木村　カエレ Kimura Kaere) war für einige Zeit im Ausland und hat seitdem eine multiple Persönlichkeit entwickelt. Während die Persönlichkeit Kaede als typische Yamato Nadeshiko dargestellt wird, ist Kaere unangepasst, klagewütig und vergleicht Japan ständig mit dem (nicht benannten) Land, in dem sie sich vorher befand. In nahezu jedem Kapitel ist als Running Gag irgendwo ein Pantyshot von ihr zu sehen. Ihr Vorname Kaere bedeutet wörtlich „geh’ heim“, aber auch eine Anspielung auf die japanisch-britische Sängerin und Model Kaela Kimura.
Ai Kaga (加賀　愛 Kaga Ai) ist ein schüchternes und unsicheres Mädchen, das sich andauernd für Lappalien entschuldigt, teilweise sogar für Dinge, die sie gar nicht getan hat, und übermäßig bescheiden ist. Sie versucht stets, es jedem recht zu machen.
Manami Ōkusa (大草　麻奈美 Ōkusa Manami) ist bereits verheiratet, wobei ihr Mann sie betrügt, was sie aber weiß. Ihr Mann und sie sind hoch verschuldet. Manami scheint einen ausgeprägten Mutterinstinkt und ein Helfersyndrom zu haben. Ihr Name klingt ähnlich oku-sama na mi (奥様な身), was „Ehefrau“ bedeutet.
Mayo Mitama (三珠　真夜 Mitama Mayo) hat „böse“ aussehende Augen, was im Gegenteil aber sämtliche andere Charaktere dazu verleitet, zu glauben, dass sie nichts Böses tun könne. Dies ist aber ein Trugschluss, denn Mayo begeht häufig Verbrechen. Unter anderem brennt sie auch Nozomus Haus ab. Ihr Name kann als mita mama yo (見たままよ „Es ist so, wie es aussieht!“) gelesen werden.
Shōko Maruuchi (丸内　翔子 Maruuchi Shōko) und Miko Nezu (根津　美子 Nezu Miko) treten fast immer gemeinsam auf und verkaufen häufig überteuerte Ware an ihre Klassenkameraden oder Lehrer.
Kanako Ōra (大浦　可奈子 Ōra Kanako) wird als extrem großherziges Mädchen dargestellt, so großherzig, dass sie beispielsweise während des Wahlkampfs allen Parteien erlaubt, Plakate an ihrem Haus aufzuhängen. Ihr Name kann als Ōraka na ko (大らかな子 „großherziges Kind“) gelesen werden.
Kotonon (ことのん) ist ein übergewichtiges Mädchen, das stark bearbeitete Bilder von sich ins Internet stellt, wodurch sie zu einem Netzidol aufgestiegen ist.

#### Jungen
Kagerō Usui (臼井　影郎 Usui Kagerō) wird von anderen oft kaum wahrgenommen. Er hat bereits starken Haarausfall und wird häufig erst bemerkt, wenn kahle Stellen auf seinem Kopf durch Wind entblößt werden. Kagerō ist in seine Mitschülerin Abiru verliebt. Die ersten drei Kanji seines Namens können als „dünner Schatten“ (薄い影 usui kage) gelesen werden.
Jun Kudō (久藤　准 Kudō Jun) kann rührende Geschichten zu allen erdenklichen Themen erzählen und damit jeden zum Weinen bringen. Sein Name stammt von der japanischen Buchhandelskette Junkudo. Jun hat bereits jedes Buch in der Schulbibliothek ausgeliehen.
Kuniya Kino (木野　国也 Kino Kuniya) wird sowohl als Freund als auch als Rivale von Jun Kudō dargestellt. Er liest ebenfalls viel und trägt privat extrem merkwürdige Kleidung. Sein Name stammt von der Buchhandelskette Kinokuniya.
Aoyama(青山) und Haga(芳賀) sind zwei Freunde von Kuniya.
Hokuō(北欧 „Nordeuropa“) ist ein Junge mit großer Vorliebe für nordeuropäische Schönheiten. Sein echter Name ist unbekannt.

### Andere
Chie Arai (新井　智恵 Arai Chie) ist die Schulpsychologin und wird häufig von Nozomu aufgesucht, wenn er Probleme hat. Sie scheint sadistische Züge zu haben.
Jinroku (甚六) ist ein Lehrer an der Schule. Er scheint früher einmal bei der Yakuza gewesen zu sein, da er ein Tattoo hat, das seinen ganzen Rücken bedeckt. Sein Name bedeutet „Dummkopf“.
Tane Kitsu (木津 多祢 Kitsu Tane) ist Chiris ältere Schwester. Sie zieht Schmutz und Unordentlichkeit magisch an. Von anderen Charakteren wird sie häufig Kita-nē (きた姉 „Schwester Kita“) gerufen, was eine Anspielung auf kitanee (汚え Tokio-Dialekt für 汚い, kitanai, „dreckig“) ist.
Urupen(ウルペン) ist ein Kaiserpinguin, der häufig im Hintergrund auftaucht und eine Art Maskottchen der Serie darstellt. Sein Gesicht ähnelt dem Yin-und-Yang-Zeichen. Unter dem Namen Pentarō Uruoboe (うるおぼえ　ペンたろう Uruoboe Pentarō) ist er als Bürger von Koishikawa registriert.

## Veröffentlichungen

### Manga
Kodansha veröffentlichte den Manga im Weekly Shōnen Magazine von der 22/23. Ausgabe des Jahres 2005 bis zur 28. Ausgabe des Jahres 2012 in 301 Kapiteln sowie in 30 Sammelbänden.
Auf Englisch erschienen die ersten acht Bände des Mangas bei Del Rey Manga und sechs weitere bei Kodansha Comics. Auf Französisch erscheint er als Sayonara Monsieur Désespoir bei Pika Édition. Auf Thai wurde er von der Vibulkij Publishing Group herausgegeben.

### Anime
Der Manga wurde 2007 vom Studio Shaft als 12-teilige, gleichnamige Anime-Fernsehserie adaptiert, dabei führte Akiyuki Shinbō Regie. Das Charakter-Design entwarf Hideyuki Morioka und die künstlerische Leitung übernahm Hiroshi Katō. Die Serie wurde vom 8. Juli 2007 bis zum 23. September 2007 kurz nach Mitternacht (und damit am vorherigen Fernsehtag) durch den Sender TV Kanagawa ausgestrahlt. Tage nach TV Kanagawa begannen die Sender Chiba TV, KBS Kyōto, Kids Station, Sun TV, Tokyo MX, TV Aichi und TV Saitama mit der Ausstrahlung.
Eine zweite 13 Folgen umfassende Staffel des Animes wurde ab dem 6. Januar 2008 bis zum 30. März 2008 kurz nach Mitternacht unter dem Titel (Zoku) Sayonara Zetsubō Sensei (【俗・】さよなら絶望先生, dt. „(Gewöhnlich) ~“) ausgestrahlt. Diese wurde vom gleichen Stab produziert. Künstlerischer Leiter war jedoch Hirotsugu Kakoi.
Eine dritte Staffel mit ebenfalls 13 Folgen wurde vom 5. Juli bis 27. September 2009 kurz nach Mitternacht übertragen. Sie trägt den Titel (Zan) Sayonara Zetsubō Sensei (【懺・】さよなら絶望先生, dt. „Reue ~“).

#### OVA
Am 17. Oktober 2008 wurde die erste Folge der dreiteiligen OVA (Goku) Sayonara Zetsubō Sensei (【獄・】さよなら絶望先生, dt. „Gefängnis ~“) zusammen mit einer limitierten Auflage des 15. Manga-Bandes veröffentlicht. Am 17. Februar 2009 erschien die dritte und abschließende Folge im 16. Band. Die zweite Folge erschien separat als DVD am 10. Dezember 2008. Inhaltlich verfolgt die OVA das Konzept der Serie und thematisierte den Unterschied zwischen Originalität, Veränderung und Kopie. Dazu zeigte sie etwa Otakus mit einer Vorliebe für gezeichnete Frauen, die sich dem Original verweigerten. So gelang es nicht, denen ein Staatsgeheimnis anvertrauten Otakus, dieses zu entlocken. Sie sollten mit Anime-Produktionen von Kyōto Animation gefügig gemacht werden. So wurde aber eine Kopie Haruhi Suzumiya aus Die Melancholie der Haruhi Suzumiya von Otakus als unecht bezeichnet oder Lucky Star unter dem Namen Lucky Muta ebenfalls abgelehnt. Auch Halloween wurde in dem Zusammenhang thematisiert und zeigte etwa Michael Jackson als Zombie, verglichen mit seinem jugendlichen „Original“.
Der limitierten Auflage des 19. und 20. Manga-Bandes von November 2009 bzw. Februar 2010 lag je eine DVD der OVA (Zan) Sayonara Zetsubō Sensei: Bangaichi (【懺・】さよなら絶望先生 番外地, dt. „~ ohne Nummer“) bei.

#### Synchronisation
| Rolle               | Japanischer Sprecher (Seiyū) |
| ------------------- | ---------------------------- |
| Nozomu Itoshiki     | Hiroshi Kamiya               |
| Kafuka Fūra         | Ai Nonaka                    |
| Matoi Tsunetsuki    | Asami Sanada                 |
| Kiri Komori         | Asuka Tanii                  |
| Chiri Kitsu         | Marina Inoue                 |
| Harumi Fujiyoshi    | Miyu Matsuki                 |
| Maria Tarō Sekiutsu | Miyuki Sawashiro             |
| Nami Hitō           | Ryoko Shintani               |
| Kaere Kimura        | Yu Kobayashi                 |
| Abiru Kobushi       | Yuko Goto                    |
| Meru Otonashi       | Chiwa Saitō*                 |

* Die Rolle der Meru Otonashi wurde von Chiwa Saitō erst ab der sechsten Folge der zweiten Staffel gesprochen. Davor hatte sie keine feste Synchronsprecherin und ihre Äußerungen wurden wahllos von den anderen Synchronsprechern getätigt.

### Musik
Die Musik der Reihe wurde von Tomoki Hasegawa komponiert. Für die erste Staffel wurden für den Vorspann Hito to Shite Jiku ga Burete Iru (人として軸がぶれている) von Kenji Ōtsuki feat. Ai Nonaka, Marina Inoue, Yu Kobayashi, Miyuki Sawashiro und Ryoko Shintani und Goin ni Mai Yeah~ (強引niマイYeah～) von Ai Nonaka, Marina Inoue, Yu Kobayashi und Ryoko Shintani, die auch den Abspanntitel Zessei Bijin (絶世美人) produzierten.
Vorspannlieder der zweiten Staffel sind Kūsō Rumba (空想ルンバ) von Kenji Ōtsuki und Zetsubō Shōjo-tachi (dt. „die Zetsubō-Mädchen“) sowie Lyricure Go Go! von Ai Nonaka, Marina Inoue und Ryōko Shintani. Zetsubō Shōjo-tachi produzierte außerdem die Abspanntitel Koiji Romanesque (恋路ロマネスク) und, mit ROLLY, Marionette. Die Abspanne der letzten Folgen wurden mit Omamori (オマモリ) von Ai Nonaka, Marina Inoue, Yu Kobayashi und Ryoko Shintani unterlegt.

## Internet-Radioshow
Eine Internet-Radioshow mit dem Titel Sayonara Zetsubō Hōsō (さよなら絶望放送) wird seit dem 28. August 2007 auf der Webseite von Animate TV veröffentlicht und von Hiroshi Kamiya und Ryoko Shintani moderiert. Die Sendungen haben keine direkte Beziehung zum Manga oder Anime.
Es wurden des Weiteren mehrere Special-Episoden produziert: Tokimeki Nāmin Night (ときめきナーミンナイト) im November 2007, Sayonara Zetsubō Hōsō Senshū Nyo (さよなら絶望放送撰集・如) im Februar 2008, Let's Lilycuradio (Let's リリキュラジオ！) im Mai 2008, Toki o kakeru Radio (時をかけるラジオ)(der Titel ist eine Anspielung auf Toki o kakeru Shōjo) im September 2008, Botsu Sayonara Zetsubō Hōsō (没・さよなら絶望放送) an Silvester 2008, The Kamiya Hiroshi Show (ザ・神谷浩史ショー) im April 2009, sowie Otassha Zetsubō Hōsō (おたっしゃ絶望放送) im August 2010.
Die Folgen wurden ab Februar 2008 auch auf bisher neun regulären und sechs Sonder-CDs veröffentlicht.

## Auszeichnungen
Im Jahr 2007 erhielt der Manga den 31. Kōdansha-Manga-Preis in der Kategorie Shōnen.